# 茨城県道112号阿波山徳蔵線
茨城県道112号阿波山徳蔵線（いばらきけんどう112ごう あわやまとくらせん）は、茨城県東茨城郡城里町阿波山から同町徳蔵に至る一般県道である。

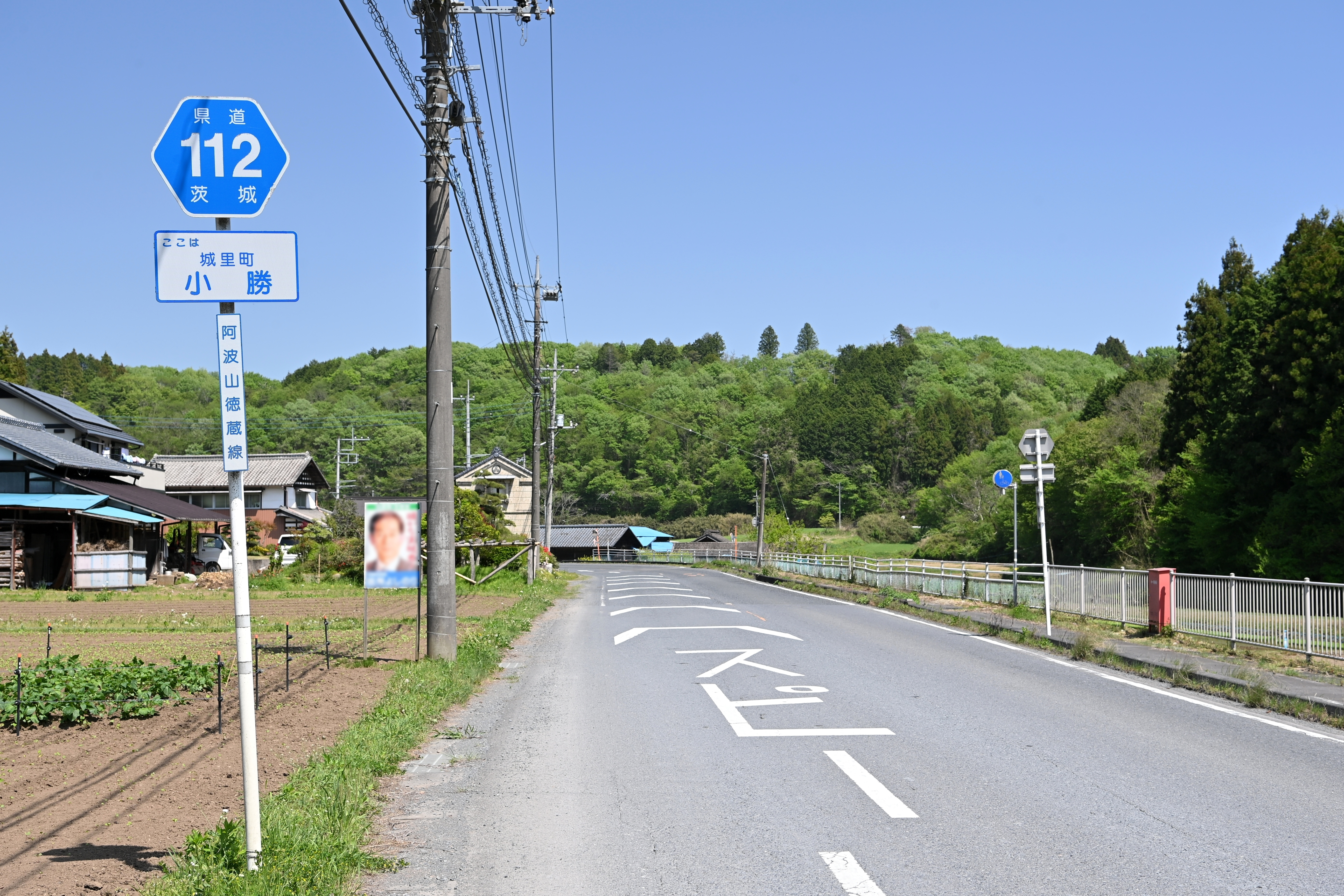
茨城県道112号阿波山徳蔵線
城里町小勝（2024年4月）

## 概要
東茨城郡城里町阿波山の国道123号・阿波山十字路より分岐し西方向へ向かい、同町徳蔵まで結ぶ延長約15 kmの路線。城里町阿波山 - 同町錫高野間の現道の北側に平行する整備中のバイパスがあり、完成すれば国道123号・大桂大橋入口交差点 - 城里町錫高野字芝立がバイパスにより結ばれる。

### 路線データ
- 起点 : 茨城県東茨城郡城里町阿波山945番地先[2]（阿波山十字路交差点＝国道123号交点）
- 終点 : 茨城県東茨城郡城里町徳蔵637番地先[2]（＝茨城県道39号笠間緒川線交点）
- 重要な経過地 : なし[3]
- 総延長：17.559 km[4]
- 重用延長：0.665 km[4]
- 未供用延長：なし[4]
- 実延長：16.894 km[4]
- 自動車交通不能区間延長[注釈 1]：なし[4]

## 歴史
本路線は、道路法（昭和27年法律第180号）第7条の規定に基づき、一般県道として1959年に茨城県が初回認定した路線の1つである県道阿波山笠間線（東茨城郡桂村大字阿波山 - 笠間市、整理番号121）を前身としている。阿波山笠間線は、1966年（昭和41年）6月1日に経過地の西茨城郡七会村から終点の笠間市までの区間が同日認定された茨城県道小舟笠間線との重用区間となり、1977年（昭和52年）2月14日に茨城県道377号小舟笠間線が主要地方道として茨城県道46号笠間緒川線（番号は当時）に変更された。これと同時に茨城県道121号阿波山笠間線が廃止され、残区間をもって新たな県道路線とした、起点を東茨城郡桂村阿波山、終点を西茨城郡七会村大字徳蔵とする茨城県道121号阿波山徳蔵線（番号は当時）が認定された。のちに、整理番号が変更されて現在に至る。
東茨城郡城里町孫根地区の現道では、近隣桂小学校の通学児童の安全確保のため、2017年までに延長178 mの歩道を設置して車道を拡幅する事業が行われた。

### 年表
- 1959年（昭和34年）10月14日
茨城県が阿波山笠間線（東茨城郡桂村大字阿波山 - 笠間市笠間町）として県道路線認定[8]。
- 1977年（昭和52年）2月14日
茨城県が茨城県道121号阿波山笠間線を廃止し[9]、新たに茨城県道121号阿波山徳蔵線（東茨城郡桂村大字阿波山 - 西茨城郡七会村大字徳蔵）として認定[3]。
- 1995年（平成7年）3月30日：整理番号121から現在の番号（整理番号112）に変更される[10]。
- 1995年（平成7年）9月4日
  - 東茨城郡桂村大字阿波山 - 大字孫根 - 大字錫高野字芝立のバイパス道路を新設する道路区域の一部（3.76 km）が決定[11]。
  - 桂村大字阿波山（大桂大橋入口交差点） - 大字孫根のバイパス道路の一部区間（2.22 km）が開通[12]。
- 2006年（平成18年）12月21日：東茨城郡城里町大字阿波山（大桂大橋入口交差点） - 同町大字錫高野の区間（5.235 km）をバイパス道路区域に決定[1]。
- 2007年（平成19年）1月25日：東茨城郡城里町大字孫根地内で新道の一部を供用開始[13]。

## 路線状況
東茨城郡城里町孫根の区間は、城里町立桂小学校と桂中学校の通学路に指定されており、工場からの大型トラックの通行が多い。

### 道路施設
- 古城橋（桂川、城里町大字阿波山）
- 林道橋（桂川、城里町大字北方）
- 東川橋（〈桂川支流〉、東茨城郡城里町大字錫高野）
- 新高田橋（藤井川、東茨城郡城里町大字小勝）
- 二反田橋（藤井川、東茨城郡城里町大字小勝）
- 沢尻橋（藤井川、東茨城郡城里町大字徳蔵）
- 新平沢橋（岩船川、城里町大字孫根）※新道

## 地理

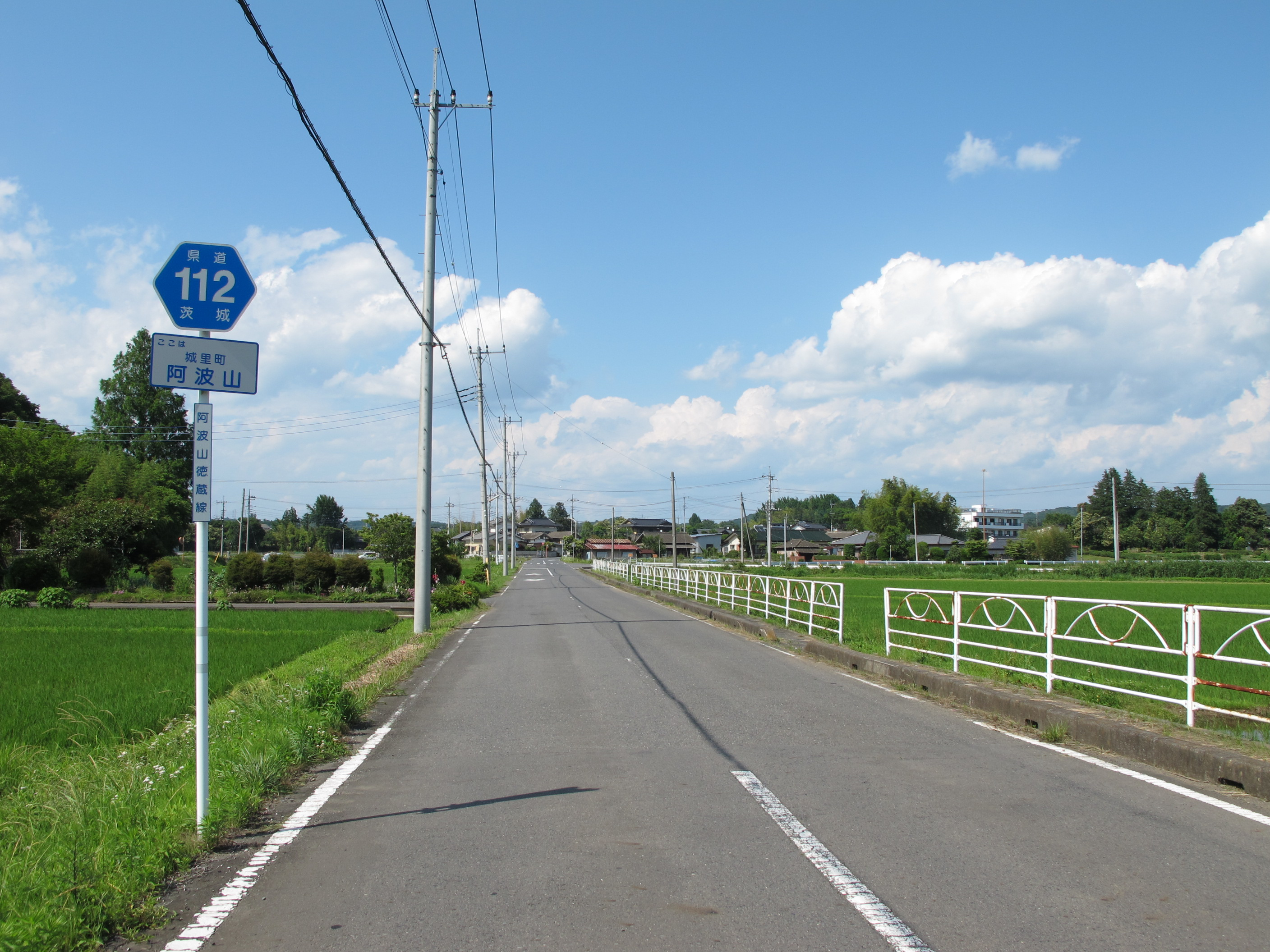
城里町阿波山（2014年6月）

### 通過する自治体
県道阿波山徳蔵線として認定された当初は東茨城郡桂村から西茨城郡七会村に至る路線であったが、市町村合併によって東茨城郡城里町で完結する路線となった。
- 茨城県
東茨城郡城里町

### 交差する道路
茨城県東茨城郡城里町
- 国道123号 : 阿波山十字路交差点（起点）
- 茨城県道246号錫高野石塚線 : 錫高野
- 茨城県道51号水戸茂木線 : 塩子 - 小勝交差点
- 茨城県道39号笠間緒川線 : 徳蔵（終点）

### 沿線
- 城里ゴルフ倶楽部（城里町小勝）
- ウィンザーパークゴルフアンドカントリークラブ（城里町塩子）
- 桂ヶ丘カントリークラブ（城里町錫高野）